# Kbk wz. 2005 Jantar
Kbk wz. 2005 Jantarは、ポーランドのブルパップ式アサルトライフルである。使用弾薬は5.56x45mm NATO弾。

## 概要
ポーランドのWATがKbs wz. 1996 ベリルをブルパップ方式に改良したKbk wz. 2002 ビンをベースに改良、試作したライフル。